# Everjoice Win
Everjoice Win (sinh ngày 12 tháng 2 năm 1965) là một nhà hoạt động nữ quyền người Zimbabwe, và là người đứng đầu quốc tế của Action Aid International.

## Đầu đời
Everjoice Win sinh ngày 12/2/1965 tại Shurugwi, Rhodesia (nay là Zimbabwe). Năm 1988, bà lấy bằng cử nhân lịch sử kinh tế tại Đại học Zimbabwe.

## Sự nghiệp
Từ 1989 đến 1993, bà làm việc cho Nhóm Hành động Phụ nữ.
Năm 1992, cùng với Terri Barnes, bà đã xuất bản cuốn Sống cuộc sống tốt đẹp hơn: Lịch sử truyền miệng của phụ nữ ở thành phố Harare, 1930-70.
Từ năm 1993 đến năm 1997, bà là giám đốc chương trình cho chương Phụ nữ về Luật và Phát triển của Zimbabwe ở Châu Phi (WiLDAF). Năm 1997, bà là một trong những thành viên sáng lập của Quốc hội lập hiến quốc gia của Zimbabwe.
Từ 2002 đến 2003, Win là người phát ngôn cho Khủng hoảng ở Liên minh Zimbabwe 
Từ năm 2004 đến 2007, Win là Thành viên Hội đồng của Hiệp hội Quyền Phụ nữ trong Phát triển (AWID), tại Toronto, Canada.
Win là người đứng đầu quốc tế/giám đốc chương trình quốc tế và tham gia toàn cầu cho ActionAid International từ năm 2002.
bà là Giám đốc chương trình quốc tế tại ActionAid.

## Cuộc sống cá nhân
bà ấy sống tại Johannesburg, Nam Phi.

## Ấn phẩm
- Để sống một cuộc sống tốt hơn: Lịch sử truyền miệng của phụ nữ ở thành phố Harare, 1930-70 (Baobab Books, 1992)